# Cerco de Ragusa (866–868)
O cerco de Ragusa (moderna Dubrovnique na Croácia) pelos aglábidas da Ifríquia durou 15 meses, começando em 866 e persistindo até 868 quando uma frota bizantina aproximou-se e obrigou os atacantes a levantarem o cerco. O fracasso do cerco e a reimposição da autoridade bizantina na região da Dalmácia assinalou o começo da nova política ocidental agressiva do novo imperador Basílio I, o Macedônio (r. 867–886). Seus efeitos imediatos foram o restabelecimento da autoridade bizantina na forma duma província de mesmo nome, e o começo da cristianização dos sérvios e outras tribos eslavas dos Bálcãs Ocidentais, mas dentro de poucos anos isso levou ao envolvimento e presença bizantina renovados no sul da Itália também.

## Antecedentes
No começo do reinado do imperador Basílio I, o Macedônio em 867, a autoridade sobre a Sicília e sul da Itália estava muito debilitada devido a expansão dos aglábidas da Ifríquia; igualmente, nos Bálcãs Ocidentais, as tribos eslavas locais — croatas, sérvios, zaclúbios, terbunitas, canalitas, dócleos e rentanos — recusaram-se a aceitar a suserania bizantina e readquiriram sua independência. Como resultado, o mar Adriático foi dominado por piratas eslavos e sarracenos, os últimos operando nas costas da Dalmácia e depois nas bases do sul sulistas italianas de Bari, Taranto e Brindisi.
Segundo o neto de Basílio I, o imperador do século X Constantino VII Porfirogênito, em 866 os aglábidas lançaram uma grande campanha marítima contra as costas da Dalmácia, com 36 navios sob o comando de Soldano (Saudane, o aglábida emir de Bari), Saba de Taranto e Calfune, o Berber. O raide foi bem-sucedido, e a frota aglábida saqueou as cidades de Butova (Budva), Rosa (Risan) e Decátera (Cátaro), antes de iniciar o cerco de Ragusa (Dubrovnique).

## Cerco e rescaldo

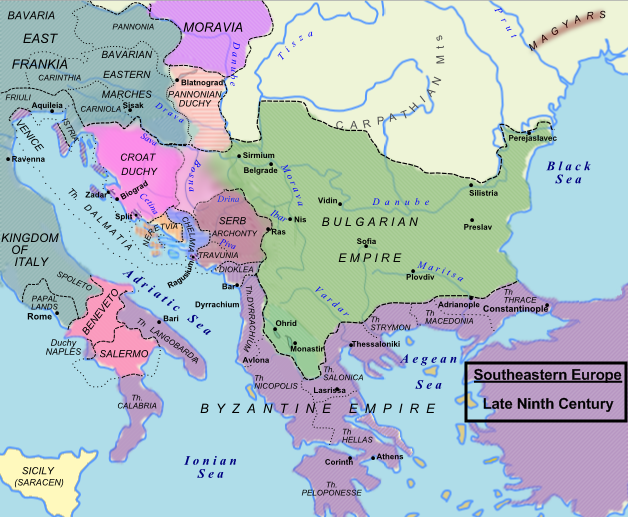
Bálcãs ca. 850

Os ragusanos conseguiram resistir ao cerco aglábida por 15 meses, mas a medida que a força deles declinou, enviaram emissários para Constantinopla em busca de assistência. O imperador Basílio concordou em ajudá-los, e equipou uma frota de alegados 100 navios, sob o comando do experiente e capaz patrício Nicetas Orifa. Ao tomar ciência da aproximação bizantina por alguns desertores, os sarracenos abandonaram o cerco e retornaram para Bari. Esta expedição foi o primeiro exemplo da nova política estrangeira bizantina na qual Basílio favoreceu no Ocidente. A "exibição da bandeira" de Orifa teve resultados rápidos, com as tribos eslavas enviando emissários ao imperador, novamente reconhecendo a sua suserania. Basílio enviou oficiais, agentes e missionários para a região, restaurando o governo sobre as cidades e regiões costeiras na forma do Tema da Dalmácia, enquanto os principados tribais eslavos do interior permaneceram altamente autônomo sob seus governantes; a cristianização dos sérvios e outras tribos eslavas também começou nesta época.
Para assegurar seus domínios dalmácios e controlar o Adriático, Basílio percebeu que teria que neutralizar as bases sarracenas na Itália. Para este fim, em 869, Orifa liderou outra frota, incluindo navios de Ragusa que transportaram contingentes eslavos, num esforço conjunto para capturar Bari com Luís II da Itália. Embora sua tentativa falhou, dois anos depois Bari caiu para Luís. Finalmente, em 876, a cidade ficou sob controle bizantino, formando a capital e núcleo duma nova província bizantina, o posterior Tema da Longobárdia. Isso começar mais de uma década de ofensiva bizantina que restaurou o controle imperial sobre boa parte do sul da Itália, que duraria até o século XI.